# Овод, Виктор Николаевич
Виктор Николаевич Овод (укр. Віктор Миколайович Овод; 14 марта 1934, Павлоград, Днепропетровская область — 10 апреля 2004, Мелитополь, Запорожская область) — украинский и советский дирижёр, музыкальный педагог, профессор (1993), доктор наук (1993). Заслуженный работник культуры УССР (1973), Заслуженный деятель искусств Украины (1993).

## Биография
В 1953 году окончил Днепропетровское музыкальное училище, в 1958 году — Харьковскую консерваторию по специальности дирижёр, преподаватель народных инструментов (класс баяна у В. Подгорного, дирижирования – у З. Заграничного). С тех пор преподавал в Запорожском музыкальном училище.
С 1962 года преподавал в Запорожском государственном педагогическом институте: с 1970 года — декан музыкально-педагогического факультета. С 1985 — декан такого же факультета Мелитопольского педагогического университета.
Под его руководством студенческий оркестр народных инструментов этого университета стал лауреатом многих международных, всесоюзных и республиканских музыкальных фестивалей и конкурсов; гастролировал по Украине и за границей, выступал в Испании, Польше, Румынии, Финляндии, Франции. В 2003 году совместно с композитором А. Сердюком выпустил компакт-диск «Таврическая пектораль».

## Память
- В 2013 году в Мелитопольском государственном педагогическом университете им. Б. Хмельницкого был открыт кабинет-музей его имени.